# Bernardo Mota
Bernardo Mota es un exjugador profesional de tenis nacido el 14 de julio de 1971 en Lisboa, Portugal.

## Títulos (1)

### Individuales (0)
| Leyenda                |
| Grand Slam (0)         |
| Tennis Masters Cup (0) |
| ATP Masters Series (0) |
| ATP Tour (0)           |

### Dobles (1)
| Leyenda                |
| Grand Slam (0)         |
| Tennis Masters Cup (0) |
| ATP Masters Series (0) |
| ATP Tour (1)           |

| N.º | Fecha               | Torneo           | Superficie    | Pareja                   | Oponentes en la final                     | Resultado   |
| --- | ------------------- | ---------------- | ------------- | ------------------------ | ----------------------------------------- | ----------- |
| 1.  | 10 de junio de 1996 | Oporto, Portugal | Tierra batida | Emanuel Couto (Portugal) | Joshua Eagle / Andrew Florent (Australia) | 4-6 6-4 6-4 |